# Guillem de Savoia
Guillem de Savoia (? - Viterbo o Brescia al mes de novembre de 1239) fou bisbe de Valença de 1231 a 1239 i príncep-bisbe del principat de Lieja de 1238 a 1239, tot i que mai no va poder exercir les seves prerrogatives aLieja. Era el fill petit de Tomàs I de Savoia i de Beatriu Margarida de Ginebra.
El 1236 va viatjar cap a Anglaterra ensems amb Elionor de Provença, la seva neboda, que hauria de casar-se amb Enric III d'Anglaterra. Enric III va fer pressió sobre el capítol de Winchester perquè el nomenessin bisbe, però el capítol no hi va pas consentir. El 1238, a la mort de Joan d'Eppes, hi havia dos pretendents a la seu del principat bisbal de Lieja: Otó d'Eberstein, prebost d'Aquisgrà, i Guillem. Tot i que el capítol va elegir Guillem el 22 de juny de 1938, l'emperador Frederic II va donar el seu suport a Otó d'Eberstein, que va ser entronitzat pel seu fill Conrad IV i confirmat per Conrad d'Hochstaden, arquebisbe de Colònia l'1 de novembre del mateix any. Poc després es va posar en dubte la legalitat d'aquest nomenament. Van seguir aldarulls arreu del país de Lieja. Durant l'enquesta que el papa Gregori IX va prescriure, Otó va ocupar la seu.
El germà gran de Guillem, Tomàs II de Savoia, que pel seu casament amb Joana de Constantinoble era comte del comtat de Flandes i d'Hainaut, va mitjançar. Al 29 de maig de 1239 el papa va confirmar el nomenament de Guillem. L'emperador va persistir a sostenir Otto d'Eberstein i impedir a l'arquebisbe de Colònia de nomenar Guillem. L'única solució per a Guillem va ser fer camí cap a Lieja i prendre el poder ell mateix. Al final d'octubre o a l'inici de novembre del mateix any, va anar-se'n de Roma. Entre Viterbo i Brescia va posar-se malalt i va morir. Altres fonts diuen que va ser emmetzinat a Viterbo. Tot i haver estat nomenat, de fet mai no va governar el principat de Lieja. La seva despulla va ser transportada a l'abadia de Haute-Combe, a  Savoia, i fou sebollit a l'hipogeu familiar.
El 20 de juny de 1239 el papa va excomunicar l'emperador. Otó d'Eberstein, que mai no va ser príncep bisbe de iure, va mantenir el seu poder de facto al principat de Lieja fins que Robert I de Thourotte va ser-ne ordenat príncep-bisbe el 26 de desembre de 1240.